# Венцел I фон Шьонбург-Хасенщайн
Венцел I фон Шьонбург-Хасенщайн (на немски: Wenzel I von Schönburg-Hassenstein; † сл. 1422) e благородник от род Шьонбург-Хасенщайн в планината Ерцгебирге (Krušné hory) в Бохемия в Чехия.

## Произход и наследство
Той е син на Бернхард I фон Шьонбург-Хасенщайн († сл. 1380) и Агнес фон Кверфурт. Внук е на Фридрих (Фриц) IV фон Шьонбург-Кримитцшау-Щолберг († сл. 1347/1363) и Агнес фон Китлитц († 1369). Правнук е на Херман IV фон Шьонбург († 1301) и София фон Лобдебург, дъщеря на Ото IV фон Лобдебург-Арншаугк († 1289). Брат е на Фридрих X фон Шьонбург-Хасенщайн († сл. 1418), Херман VIII фон Шьонбург († сл. 1438) и Бернхард II фон Шьонбург († сл. 1394).
Карл IV дава на Шьонбургите през 1351 г. господството Хасенщайн и други градове в Бохемия.

## Фамилия
Венцел I фон Шьонбург-Хасенщайн се жени за София фон Шьонбург-Глаухау († сл. 1370), дъщеря на Фридрих IX фон Шьонбург-Глаухау († 1389) и Агнес фон Вартенберг († сл. 1373). Те нямат деца.